# Sarvsjön (Risinge socken, Östergötland, 651077-150567)
Sarvsjön är en sjö i Finspångs kommun i Östergötland och ingår i Motala ströms huvudavrinningsområde.